# Bunuri mobile din domeniul științele naturii clasate în patrimoniul cultural național al României aflate în județul Botoșani
Acestă listă conține bunurile mobile din domeniul științele naturii clasate în Patrimoniul cultural național al României aflate la momentul clasării în județul Botoșani.

## Tezaur
| Foto | Informații generale                             | Detalii tehnice                                                                                   | Descriere | Deținător                            | Legături |
| ---- | ----------------------------------------------- | ------------------------------------------------------------------------------------------------- | --- | ------------------------------------ | -------- |
|      | Ancylis bucovinella (Peiu & Nemeș, 1969)        | Descoperit: jud. Suceava, com. POIANA STAMPEI, POIANA STAMPEI Dimensiuni: AA= 17 mm               | La ac mai există o etichetă cu mențiunea "Ancylis bucovinella M. Peiu și I, Nemeș, HOLOTYP" și o etichetă cu mențiunea "p. genit. nr. 209 ♂, M. Peiu" | Muzeul de Științele Naturii, Dorohoi | Cimec    |
|      | Pseudeucosma alexinschiana (Peiu & Nemeș, 1968) | Descoperit: jud. Brăila, com. GROPENI, GROPENI, Balta Brăilei Dimensiuni: AA= 15 mm               | La ac mai există o etichetă cu mențiunea "1287 ♂, I. Nemeș"                                                                                           | Muzeul de Științele Naturii, Dorohoi | Cimec    |
|      | Calamotropha olarui (Nemeș, 1972)               | Descoperit: jud. Tulcea, com. ORAȘ SULINA, SULINA Dimensiuni: AA= 10 mm                           | La ac mai există o etichetă cu mențiunea "Prep. Genit. Nr. 1856 ♀, I. Nemeș"                                                                          | Muzeul de Științele Naturii, Dorohoi | Cimec    |
|      | Scopula peiui (Olaru, 1973)                     | Descoperit: jud. Galați, com. MUNICIPIUL GALAȚI, GALAȚI, Pădurea Gârboavele Dimensiuni: AA= 20 mm | La ac mai există o etichetă cu mențiunea "1650 ♂" | Muzeul de Științele Naturii, Dorohoi | Cimec    |
|      | Sterrha nemesi (Olaru, 1973)                    | Descoperit: jud. Galați, com. MUNICIPIUL GALAȚI, GALAȚI, Pădurea Gârboavele Dimensiuni: AA= 15 mm | | Muzeul de Științele Naturii, Dorohoi | Cimec    |

## Fond
| Foto | Informații generale                                | Detalii tehnice | Descriere | Deținător                            | Legături |
| ---- | -------------------------------------------------- | --- | --- | ------------------------------------ | -------- |
|      | Fomoria niculescui (Nemeș, 1970)                   | Descoperit: jud. Suceava, com. MUNICIPIUL SUCEAVA, Ițcani Dimensiuni: AA= 5 mm                                            | La ac mai există o etichetă cu mențiunea "1181 ♂"                                                                      | Muzeul de Științele Naturii, Dorohoi | Cimec    |
|      | Fomoria peiuii (Nemeș, 1972)                       | Descoperit: jud. Galați, com. MUNICIPIUL GALAȚI, GALAȚI, Pădurea Gârboavele Dimensiuni: AA= 6 mm                          | La ac mai există o etichetă cu mențiunea "1299 ♂"                                                                      | Muzeul de Științele Naturii, Dorohoi | Cimec    |
|      | Sterrha constantineanui (Olaru, 1973)              | Descoperit: jud. Galați, com. MUNICIPIUL GALAȚI, GALAȚI, Pădurea Gârboavele Dimensiuni: AA= 17 mm                         | Vârful aripii anterioare drepte, rupt, se află prins la ac; la ac mai există o etichetă cu mențiunea "P. Genit. 124 ♂" | Muzeul de Științele Naturii, Dorohoi | Cimec    |
|      | Patzakia dragusanii (Nemeș, 2004)                  | Descoperit: jud. Galați, com. ȘENDRENI, ȘENDRENI Dimensiuni: AA= 8 mm                                                     | Lipsă aripa anterioară stângă; la ac mai există o etichetă cu mențiunea "Genit. ♀ 2323"                                | Muzeul de Științele Naturii, Dorohoi | Cimec    |
|      | Quadratia bucovinae (Nemeș, 2004)                  | Descoperit: jud. Suceava, com. BOSANCI, CUMPĂRĂTURA, Rezervația Fânațele seculare de la Ponoare Dimensiuni: AA= 5 mm      | La ac mai există o etichetă cu mențiunea "2703 ♀"                                                                      | Muzeul de Științele Naturii, Dorohoi | Cimec    |
|      | Amseliphora (Amseliphora) seghedinii (Nemeș, 2004) | Descoperit: jud. Suceava, com. BOSANCI, CUMPĂRĂTURA, Rezervația Fânațele seculare de la Ponoare Dimensiuni: AA= 6 mm      | La ac mai există o etichetă cu mențiunea "♂ 2477"                                                                      | Muzeul de Științele Naturii, Dorohoi | Cimec    |
|      | Membrania (Longibacillia) stanoiuii (Nemeș, 2004)  | Descoperit: jud. Galați, com. MUNICIPIUL GALAȚI, GALAȚI, Pădurea Gârboavele, cabana "Căprioara" Dimensiuni: AA= 7 mm      | La ac mai există o etichetă cu mențiunea "2219 ♂", scrisă cu roșu                                                      | Muzeul de Științele Naturii, Dorohoi | Cimec    |
|      | Damophila moldaviella (Nemeș, 2004)                | Descoperit: jud. Neamț, com. TAZLĂU, TAZLĂU, lunca Tazlăului Dimensiuni: AA= 10 mm                                        | Lipsă abdomen; la ac mai există o etichetă cu mențiunea "2821 ♀"                                                       | Muzeul de Științele Naturii, Dorohoi | Cimec    |
|      | Multicoloria alexinschiella (Nemeș, 2004)          | Descoperit: jud. Galați, com. TULUCEȘTI, TĂTARCA Dimensiuni: AA= 7 mm                                                     | La ac mai există o etichetă cu mențiunea "Genit. ♂ 2321"                                                               | Muzeul de Științele Naturii, Dorohoi | Cimec    |
|      | Coleophora danilae (Nemeș, 2004)                   | Descoperit: jud. Galați, com. MUNICIPIUL GALAȚI, GALAȚI, Pădurea Gârboavele Dimensiuni: AA= 7 mm                          | La ac mai există un plic cu aripa anterioră dreaptă și o etichetă cu mențiunea "Genit. ♀ 2346"                         | Muzeul de Științele Naturii, Dorohoi | Cimec    |
|      | Aureliania (Nosyrislia) bucovinensis (Nemeș, 2004) | Descoperit: jud. Suceava, com. BOSANCI, CUMPĂRĂTURA, Rezervația Fânațele seculare de la Ponoare Dimensiuni: AA= 7 mm      | La ac mai există o etichetă cu mențiunea "Genit. ♀ 2568"                                                               | Muzeul de Științele Naturii, Dorohoi | Cimec    |
|      | Ischnophanes davidii (Nemeș, 2003)                 | Descoperit: jud. Suceava, com. PĂLTINOASA, PĂLTINOASA Dimensiuni: AA= 9 mm                                                | La ac mai există o etichetă cu mențiunea "2645 ♂"                                                                      | Muzeul de Științele Naturii, Dorohoi | Cimec    |
|      | Kuznetzovvlia vicolii (Nemeș, 2003)                | Descoperit: jud. Galați, com. IVEȘTI, IVEȘTI Dimensiuni: AA= 9 mm                                                         | La ac mai există o etichetă cu mențiunea "Genit. ♂ 2332"                                                               | Muzeul de Științele Naturii, Dorohoi | Cimec    |
|      | Klinzigedia litorella (Nemeș, 2003)                | Descoperit: jud. Constanța, com. ORAȘ EFORIE, EFORIE SUD Dimensiuni: AA= 10 mm                                            | Lipsă aripa anterioară stângă; la ac mai există o etichetă cu mențiunea "2237 ♀"                                       | Muzeul de Științele Naturii, Dorohoi | Cimec    |
|      | Hamuliella patrascui (Nemeș, 2003)                 | Descoperit: jud. Tulcea, com. C.A. ROSETTI, LETEA Dimensiuni: AA= 10 mm                                                   | Lipsă aripile din partea stângă; la ac mai există o etichetă cu mențiunea "Genit. ♂ 2514"                              | Muzeul de Științele Naturii, Dorohoi | Cimec    |
|      | Hamuliella capusiella (Nemeș, 2003)                | Descoperit: jud. Tulcea, com. C.A. ROSETTI, LETEA Dimensiuni: AA= 13 mm                                                   | La ac mai există o etichetă cu mențiunea "2644 ♀"                                                                      | Muzeul de Științele Naturii, Dorohoi | Cimec    |
|      | Stollia lygia (Nemeș, 2003)                        | Descoperit: jud. Iași, com. LESPEZI, LESPEZI, lunca Siretului Dimensiuni: AA= 7 mm                                        | La ac mai există o etichetă cu mențiunea "Genit. ♂ 2691"                                                               | Muzeul de Științele Naturii, Dorohoi | Cimec    |
|      | Hamuliella patrascui (Nemeș, 2003)                 | Descoperit: jud. Mehedinți, com. MUNICIPIUL DROBETA-TURNU SEVERIN, GURA VĂII, Barajul hidrocentralei Dimensiuni: AA= 8 mm | La ac mai există o etichetă cu mențiunea "2738 ♀"                                                                      | Muzeul de Științele Naturii, Dorohoi | Cimec    |